# Planta fotovoltaica de Lucainena de las Torres
La planta fotovoltaica de Lucainena de las Torres es una planta fotovoltaica localizada en el municipio español de Lucainena de las Torres, Almería. Consiste en varias unidades. Lucainena de las Torres 1 tiene una capacidad total de 7,4 MWp y su producción anual es aproximadamente 11,42 GWh. Fue empezada a construir en julio de 2008. Lucainena de las Torres 2 tiene una capacidad total de 7,9 MWp y su producción anual alcanza los 12,236 GWh. Su construcción fue en paralelo con la de la otra unidad de producción. Ocupan en su totalidad unas 40 hectáreas.
En el momento de su creación fue considerado el parque solar más extenso de Europa. Hacia 2011 se anunció que su capacidad sería duplicada.